# Chrystus Starotestamentowy

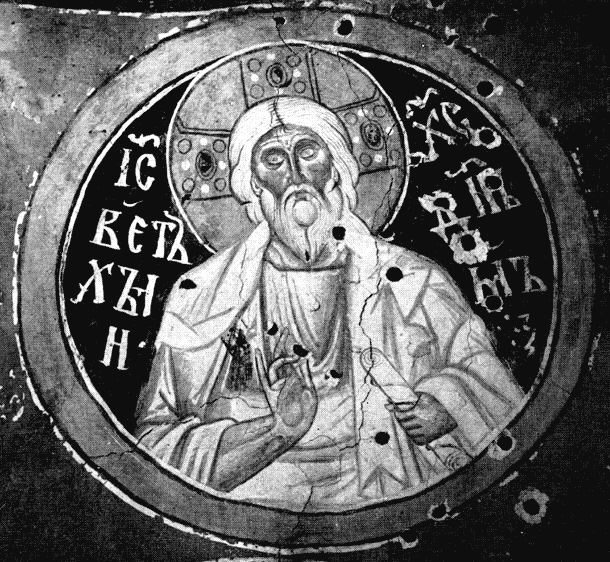
Fresk z cerkwi pw. Przemienienia Pańskiego w Nowogrodzie Wielkim, 1199 r.

Chrystus Starotestamentowy (ros. Христос Ветхий Деньми) – ikonograficzne wyobrażenie Chrystusa jako siwowłosego starca. Zarówno nazwa jak i źródła ikonografii sięgają Starego Testamentu - w widzeniu proroka Daniela (Dn. 7: 9,13) Bóg opisany jest jako starzec. Ponieważ formalnie zakazane jest przedstawianie Pierwszej Osoby Trójcy Świętej, czyli Boga Ojca, a mimo to w Biblii wielokrotnie przedstawione jest antropomorficzne Bóstwo, wywnioskowano, że ludziom ukazywał się Syn Boży, czyli Druga Osoba. Dlatego też w ikonografii przy postaci Boskiego Starca występuje imię Jezusa Chrystusa.

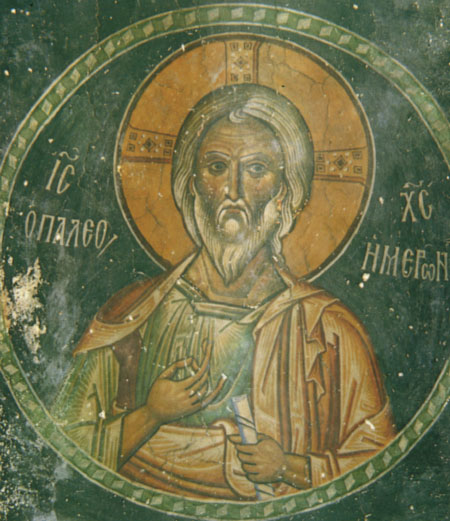
Fresk z cerkwi pw. św. Szczepana w Kastorii, XII w.

Pierwsze wyobrażenia Chrystusa Starotestamentowego pojawiły się około VI wieku (np: w cerkwi św. Konstancji w Rzymie czy freski w cerkwi Przemienienia Pańskiego w Nowogrodzie Wielkim).